# Електронний перехід
Електро́нний перехі́д (рос. электронный переход, англ. electronic transition) — перехід електрона з однієї орбіталі хімічної частинки на іншу. Супроводжується поглинанням або випромінюванням енергії.
Позначається так:
Випромінювання: (рівень з вищою енергією) →(рівень з нижчою енергією);
поглинання: (рівень з вищою енергією) ←(рівень з нижчою енергією).

## Правило відбору
Якщо знехтувати залежністю дипольного моменту {\displaystyle \mu } від коливальних координат, квадрат модулю дипольного моменту переходу перетворюється на
{\displaystyle \sum _{A=x,y,z}|\langle {\mathfrak {F}}_{electronic}'(\xi )|\mu _{A}(\xi )|{\mathfrak {F}}_{electronic}''(\xi )\rangle |^{2}|\langle {\mathfrak {F}}_{oscillatory}'(\theta )|{\mathfrak {F}}_{oscillatory}''(\theta )\rangle |^{2},}
де {\displaystyle {\mathfrak {F}}',{\mathfrak {F}}''} - власні функції гамільтоніану молекули, які відповідають власним значенням енергетичних станів {\displaystyle E',E'';\,\,\mu _{A}} - компонента ({\displaystyle x,y} або {\displaystyle z}) оператора дипольного моменту молекули, яка залежить від електронних {\displaystyle \xi } й коливальних {\displaystyle \theta } координат. 
Розглядаючи електронний момент переходу
{\displaystyle \sum _{A=x,y,z}|\langle {\mathfrak {F}}_{electronic}'(\xi )|\mu _{A}(\xi )|{\mathfrak {F}}_{electronic}''\rangle |^{2}}
отримують правило підбору по симетрії для електронних переходів: прямий добуток представлень
{\displaystyle \Pi ({\mathfrak {F}}_{electronic}')\otimes \Pi ({\mathfrak {F}}_{electronic}'')\otimes \Pi (\mu _{A})} 
повинен містити повносиметричне представлення групи молекули. 

## Приклади
Наприклад, електронний перехід з рівня e на рівень t2 у тетраедричних комплексах записується t2←e.
Комплекс {\displaystyle [\mathrm {Co(NH_{3})_{5}Cl} ]^{2+}} (точкова група {\displaystyle C_{4v}}) в основному стані має замкнену електронну оболонку симетрії {\displaystyle A_{1}.} Розгляньмо чи будуть дозволені переходи {\displaystyle A_{2}} та {\displaystyle B_{2}} на нижні збуджені стани {\displaystyle E}
Електронно-дозволені переходи є найбільш інтенсивними серед усіх вібронних переходів. Якщо хвильові функції основного й збудженого станів {\displaystyle {\mathfrak {F}}_{electronic}'} та {\displaystyle {\mathfrak {F}}_{electronic}''} отримані методом молекулярних орбіталей, представлення {\displaystyle \Pi ({\mathfrak {F}}_{electronic}')} та {\displaystyle \Pi ({\mathfrak {F}}_{electronic}'')} визначаються прямим добутком незвідних представлень, по яким перетворюються молекулярні орбіталі усіх відкритих оболонок.
У точкові групі {\displaystyle C_{4v}} компоненти дипольного моменту перетворюються по незвідним представленням {\displaystyle A_{1}} й {\displaystyle E.} 
Для переходу {\displaystyle A_{1}\rightarrow E:}
{\displaystyle {\begin{matrix}A_{1}\otimes E\otimes A_{1}=E\quad (closed);\\A_{1}\otimes E\otimes E=A_{1}+A_{2}+B_{1}+B_{2}\quad (opened).\end{matrix}}}
Таким чином, перехід {\displaystyle A_{1}\rightarrow E} є дозволеним за рахунок компоненти дипольного моменту симетрії {\displaystyle E.}
Для переходу {\displaystyle A_{1}\rightarrow A_{2}}:
{\displaystyle {\begin{matrix}A_{1}\otimes A_{2}\otimes A_{1}=A_{2}\quad (closed);\\A_{1}\otimes A_{2}\otimes E=E\quad (closed)\end{matrix}}.}
Таким чином, перехід {\displaystyle A_{1}\rightarrow A_{2}} заборонений. 
Для переходу {\displaystyle A_{1}\rightarrow B_{2}:}
{\displaystyle {\begin{matrix}A_{1}\otimes B_{2}\otimes A_{1}=B_{2}\quad (closed);\\A_{1}\otimes B_{2}\otimes E=E\quad (closed).\end{matrix}}}
Таким чином, перехід {\displaystyle A_{1}\rightarrow B_{2}} є забороненим.